# Lanzhou Zhongchuan Airport
Lanzhou Zhongchuan Airport (kinesiska: 兰州中川机场) är en flygplats i Kina. Den ligger i den centrala delen av landet, 1 200 km väster om huvudstaden Peking. Lanzhou Zhongchuan Airport ligger 1 947 meter över havet.
Terrängen runt Lanzhou Zhongchuan Airport är en högslätt. Runt Lanzhou Zhongchuan Airport är det ganska tätbefolkat, med 86 invånare per kvadratkilometer. Trakten runt Lanzhou Zhongchuan Airport består i huvudsak av gräsmarker.